# ثيوفانيس
ثيوفانيس من ميتيليني كان مثقفًا ومؤرخًا من بلدة ميتيليني في جزيرة ليسبوس، وقد عاش في منتصف القرن الأول قبل الميلاد. كان صديق بومبي، وكتب تاريخًا يمجد به رحلة بومبي اللاحقة إلى آسيا. وفقاً لبلوطرخس فإن بومبي منح الامتيازات لمدينة ميتيليني تكريمًا لثيوفانيس. قام الميتيليون بإحياء ذكره بعد وفاته كبطل للمدينة.